# Михалково (Калужская область)
Михалково — деревня в Медынском районе Калужской области Российской Федерации. Входит в сельское поселение «Село Кременское».

## Физико-географическое положение
Ближайшие населённые пункты: Воронино, Ольховка.

## Население
| 2002 | 2010 |
| ---- | ---- |
| 1    | →1   |

## История
В 1613 году в стане Бобольском Боровского уезда «За Степаном Ивановым сыном Кустова в поместье сельцо Михалково на речке на Кщенке, а в нём был деревянный храм Николая Чудотворца, и тот храм поднялся, да помещиковы пашни паханые осмина да крестьянские три осмины».
В 1872 году пустошь Михалкова на реке Кщоме около большой Калужской дороги принадлежала Агафье Фёдоровне Калашниковой.
По данным на 1859 год владельческое сельцо Михалково при колодцах состояло из 6 дворов, в которых проживало 53 человека. После реформы 1861 года деревня вошла в состав Глуховской волости Медынского уезда. В 1892 году в ней насчитывалось 52, в 1912 — 70 жителей.